# Старый город (Улцинь)
Старый город Улциня (черног. Stari grad Ulcinj, алб. Kalaja e Ulqinit) — средневековый город-крепость и историческое ядро современного города Улцинь (Черногория). Окружённый мощной крепостной стеной, Старый город простирается на высоком скалистом мысе, омываемом с трёх сторон Адриатическим морем. В восточной части города располагается замок Калайя, в северном крыле которого находятся крепостные ворота, являвшиеся единственным входом в город со стороны суши.
В замке Калайя в настоящее время действуют археологический и этнографический музеи Улциня, доминантой замка и всего Старого города является башня Балшича, в которой устроена художественная галерея, рядом с башней находится здание бывшего католического собора Девы Марии, в котором в Средние века располагалась кафедра епископа Ульциня (в наши дни здание собора занято археологическим музеем). С южной стороны от Старого города находится бухта (ограниченная с юга мысом Ратислав), в которой располагается малый городской пляж (Мала плажа, черног. Mala plaža).
По сообщению информационного портала Ul-info, в мае 2015 года правительство Черногории начало процедуру включения Старого города Улциня в предварительный список объектов всемирного наследия ЮНЕСКО.